# Silesis becvari
Silesis becvari is een keversoort uit de familie kniptorren (Elateridae). De wetenschappelijke naam van de soort werd voor het eerst geldig gepubliceerd in 2000 door Platia & Schimmel.